# Iekaterina Zelenko
Iekaterina Ivànovna Zelenko, rus: Екатери́на Ива́новна Зеле́нко, (14 de setembre de 1916 – 12 de setembre de 1941) va ser una aviadora militar soviètica. Avui dia continua sent l'única dona en haver realitzat una envestida aèria després d'estavellar el seu Sukhoi Su-2 contra un Messerschmitt Bf-109 alemany el 12 de setembre de 1941 quan va ser confrontada sense munició per un grup de set Messerschmitt Bf 109. No va rebre el títol d'Heroi de la Unió Soviètica fins a l'any 1990 perquè la ciutat on van caure les restes dels dos avions va ser presa per l'Eix abans que la seva mort fos notificada als militars, provocant que l'atac romangués desconegut per a les autoritats soviètiques fins al final de la guerra.

## Primers anys de vida
Zelenko va assistir a set classes de l'escola a Kursk. Amb el trasllat de sa mare a Vorónej, Katerina va ingressar a l'Escola Vocacional Secundària d'aquella ciutat. L'octubre de 1933 es va graduar al Club Aeri de Vorónej i va ser destinada a la 3a Acadèmia Militar d'Aviació Orenburg Kliment Voroixílov. El desembre de 1934 es va graduar amb honors i va ser destinada a Khàrkiv en una missió a la 19ª Brigada de Bombardejos Lleugers. Abans de lluitar a la Segona Guerra Mundial, Zelenko va ser l'única pilot de combat a la Guerra d'Hivern entre soviètics i finlandesos.

## Segona Guerra Mundial
En la vespra de la invasió alemanya a la Unió Soviètica, Zelenko va participar en el re-entrenament del personal de set regiments d'aviació que feien servir el Sukhoi Su-2. Després de la invasió alemanya, Zelenko va realitzar quaranta vols (fins i tot durant la nit) i va participar en dotze combats aeris contra combatents enemics. El 12 de setembre de 1941, el Su-2 de Zelenko va ser atacat per set Bf-109. Després de quedar-se sense municions, va llençar un atac cap avall que va trencar el Messerschmitt Bf-109 en dos quan l'hèlix del seu avió va impactar contra la cua de l'avió alemany. El Su-2 que pilotava va explotar i Zelenko va sortir disparada de la cabina de comandament. El combat aeri va ser presenciat per residents locals que més tard van identificar el seu cos. Va ser nominada de forma pòstuma per al títol d'Heroi de la Unió Soviètica, però només va rebre un Orde de Lenin perquè, per al govern soviètic, Zelenko havia desaparegut en acció i els militars no tenien coneixement de la seva envestida. El títol d'Heroi de la Unió Soviètica molt poques vegades s'atorgava als soldats desapareguts en combat perquè se'ls considerava "traïdors potencials". No va ser nomenada Heroi de la Unió Soviètica fins que Mikhaïl Gorbatxov li va concedir el títol el 5 de maig de 1990, quan la història completa de la seva mort va veure la llum i es van recuperar parts de l'avió sinistrat i de l'aeronau derrocada. El seu marit Pavel Ignatenko va morir en combat aeri dos anys després.

## Premis i reconeixement
Premis

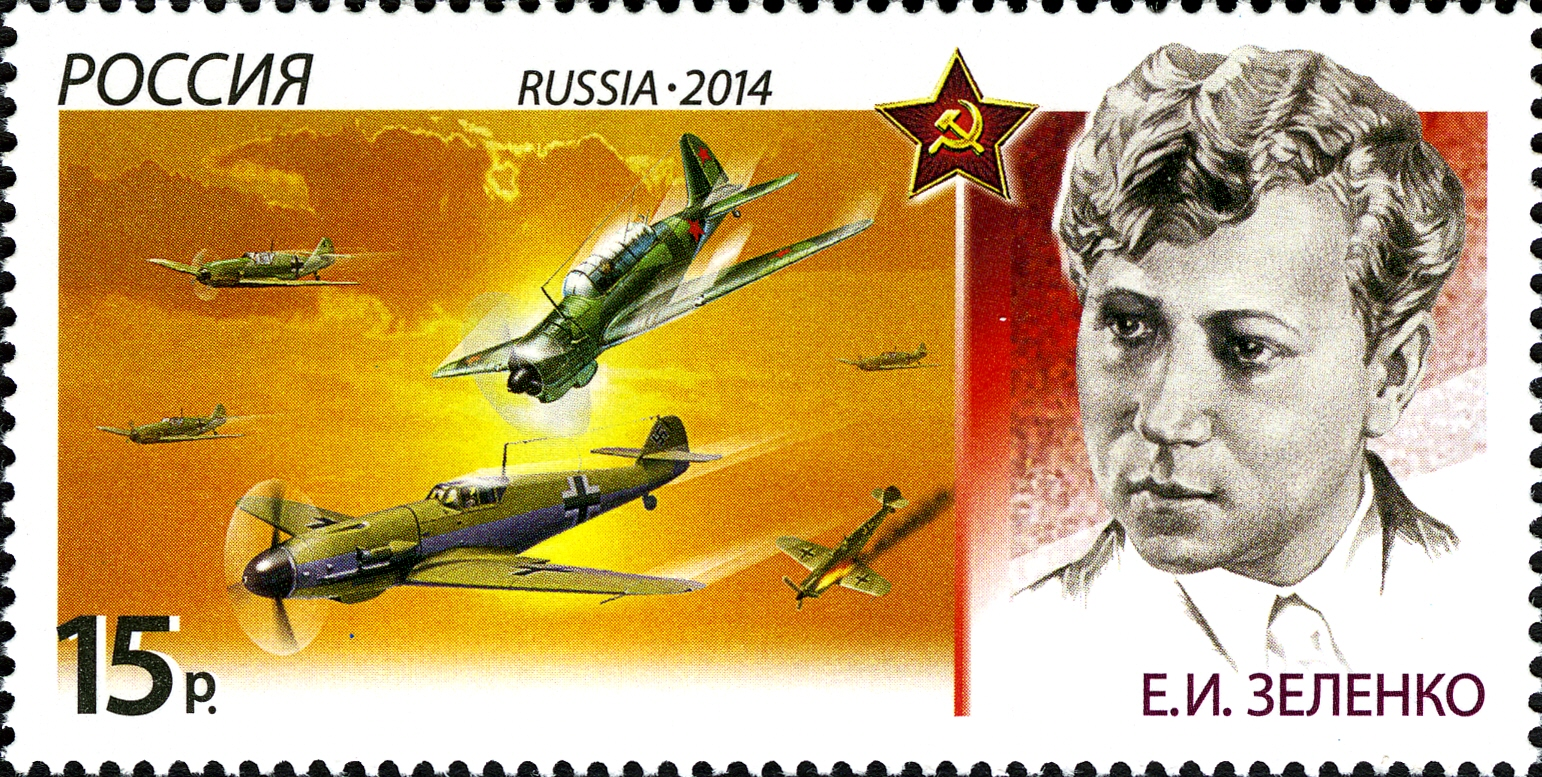
Segell postal rus de 2014 on es mostra el retrat de Zelenko i la seva darrera defensa.

- Heroi de la Unió Soviètica (pòstum, 1990)
- Duess Ordes de Lenin (totes dues pòstumes; primera 1941, segona 1990)
- Orde de la Bandera Roja (1940)

Monuments i reconeixements
- El planeta menor 1900 Katyusha va rebre el seu nom.[7]
- El seu retrat va aparèixer en un sobre soviètic el 1983 abans que fos guardonada amb el títol d'Heroi de la Unió Soviètica, així com al segell postal de la Federació Russa el 2014.[8][9]
- Hi ha carrers, així com molts monuments i estàtues en homenatge a la seva figura en diferents llocs de Rússia i Ucraïna.[10]